# Abbás Ajundí
Abbás Ahmad Ajundí, conocido corrientemente como Abbás Ajundí (n. Nayaf, 6 de junio de 1957) es un ingeniero, catedrático y político iraní, ministro de Vías y Urbanismo desde el 15 de agosto de 2013.

## Formación
Abbás Ahmad Ajundí nació el 6 de junio de 1957 en Nayaf (Irak), lugar de residencia de su abuelo materno, el marya-e taqlid Allamé Aminí (1902-1970) y de su padre, el ayatolá Alí Ahmad Ajundí. Junto a otras familias iraníes, la de Aminí fue deportada de Irak en los años 70, y Abbás Ajundí realizó sus estudios secundarios en Qom, centro de las madrazas imamíes iraníes.
Realizó estudios de ingeniería civil en la Universidad de Teherán hasta el nivel de maestría.

### Fundación Vivienda de la Revolución Islámica
En febrero de 1988, fue designado presidente de la Fundación Vivienda de la Revolución Islámica, y en calidad de tal hubo de gestionar, dos años más tarde, las consecuencias del terremoto de Rudbar y Manyil (7,4 Richter durante 60 segundos el 21 de junio de 1990), el más destructor del siglo pasado en Irán, que dañó 200 000 viviendas y dejó sin alojamiento a 500 000 personas. Ajundí, como máximo responsable ejecutivo de la reconstrucción, obtuvo del Banco Mundial créditos por valor de 200 millones de dólares estadounidenses. La labor de reconstrucción dio a la institución de la Fundación Vivienda (Bonyad-e Maskan) la forma que conservaría durante las dos décadas siguientes.

### Ministerio de Vivienda y Urbanismo en el segundo gabinete de Rafsanyaní
El 13 de agosto de 1993, Ajundí fue aprobado por la Asamblea Consultiva Islámica como ministro de Vivienda y Urbanismo del segundo gobierno de Akbar Hashemí Rafsanyaní.
Ajundí cesó la política de promoción estatal de la oferta de vivienda de los años anteriores para estimular la oferta. La construcción de vivienda disminuyó de 314 000 en 1372 (1992-1993) a 286 000 en 1376 (1997-1998), último año de la presidencia de Rafanyaní y de ministerio de Ajundí, con lo que durante su mandato Irán experimentó el mayor incremento registrado en los precios inmobiliarios (300 % en Teherán durante el período). Los defensores de la gestión de Ajundí argumentaron que el aumento en el precio del suelo había contribuido a un crecimiento de los patrimonios familiares, si bien la crisis del mercado inmobiliario se tradujo en un incremento del índice de alojamiento en alquiler, la incapacidad de las nuevas familias para acceder a la propiedad y un mayor porcentaje de ingresos per cápita destinados a la vivienda. En los dos últimos años, Ajundí fue además miembro del Consejo Superior de Crédito y Finanza.

### De 1997 a 2013
Entre 1997 y 2013, Ajundí desempeñó las funciones de director general sustituto de la radiotelevisión estatal iraní IRIB entre mehr de 1997 y shahrivar de 1998; miembro de la cuarta junta directiva de la Organización de Ingeniería de la Construcción de la Provincia de Teherán desde 2006; miembro del consejo central de la Organización de Ingeniería de la Construcción (nivel nacional) desde 2007; y miembro del Consejo de la Competencia desde 2009.
Tras el paso por el ministerio, Ajundí retomó sus estudios y en 2006 se doctoró en Economía política por el Royal Holloway de la Universidad de Londres con una tesis titulada Globalization, the nation-state and national economic policy making : the attitudes of Iran's elites («Globalización, estado-nación y el diseño de la política económica nacional: actitudes de las élites iraníes»).
En la elección presidencial de 2009, Ajundí actuó como consejero del candidato de oposición Mir Hosein Musaví, y formó parte de su comité de campaña.

### Gobierno de Hasán Rouhaní
Ajundí fue designado por Hasán Rouhaní como ministro de Vías y Urbanismo y aceptado por votación de la Asamblea Consultiva Islámica el 15 de agosto de 2013 con 159 votos favorables, 107 contrarios y 18 abstenciones. Ajundí se mostró crítico con el plan de vivienda Mehr del gobierno de Mahmud Ahmadineyad en el que participan 10 millones de iraníes, achacándole la atribución de zonas inapropiadas, con dificultad de acceso para los servicios públicos, si bien ha realizado declaraciones contradictorias en cuanto a su intención de mantener el programa.